# Santa Cruz de la Serós (kommunhuvudort)
Santa Cruz de la Serós är en kommunhuvudort i Spanien.   Den ligger i provinsen Provincia de Huesca och regionen Aragonien, i den nordöstra delen av landet, 300 km nordost om huvudstaden Madrid. Santa Cruz de la Serós ligger 801 meter över havet och antalet invånare är 160.
Terrängen runt Santa Cruz de la Serós är kuperad. Runt Santa Cruz de la Serós är det glesbefolkat, med 17 invånare per kvadratkilometer. Närmaste större samhälle är Jaca, 11,5 km nordost om Santa Cruz de la Serós. 